# Birectoendothyra
Birectoendothyra es un género de foraminífero bentónico normalmente considerado un subgénero de Endothyra, es decir, Endothyra (Birectoendothyra) de la subfamilia Endothyrinae, de la familia Endothyridae, de la superfamilia Endothyroidea, del suborden Fusulinina y del orden Fusulinida. Su especie tipo es Spiroplectammina nana. Su rango cronoestratigráfico abarca el Pennsylvaniense (Carbonífero superior).

## Discusión
Clasificaciones más recientes incluyen Birectoendothyra en el suborden Endothyrina, del orden Endothyrida, de la subclase Fusulinana de la clase Fusulinata.

## Clasificación
Birectoendothyra incluye a la siguiente especie:
- Birectoendothyra curta †, también considerado como Endothyra (Birectoendothyra) curta
- Birectoendothyra nana †, también considerado como Endothyra (Birectoendothyra) nana †